# العلاقات الباربادوسية التونسية
العلاقات الباربادوسية التونسية هي العلاقات الثنائية التي تجمع بين باربادوس وتونس.

## مقارنة بين البلدين
هذه مقارنة عامة ومرجعية للدولتين:
| وجه المقارنة                                              | باربادوس       | تونس                                       |
| --------------------------------------------------------- | -------------- | ------------------------------------------ |
| المساحة (كم2)                                             | 439            | 163.61 ألف                                 |
| عدد السكان (نسمة)                                         | 285.72 ألف     | 11.53 مليون                                |
| الكثافة السكانية (ن./كم²)                                 | 65.08 ألف      | 70.47                                      |
| العاصمة                                                   | بريدج تاون     | تونس                                       |
| اللغة الرسمية                                             | لغة إنجليزية   | اللغة العربية                              |
| العملة                                                    | دولار بربادوسي | دينار تونسي                                |
| الناتج المحلي الإجمالي (بليون دولار)                      | 4.80 مليار     | 40.26 مليار                                |
| الناتج المحلي الإجمالي (تعادل القوة الشرائية) بليون دولار | 4.66 مليار     | 129.05 مليار                               |
| الناتج المحلي الإجمالي الاسمي للفرد دولار أمريكي          | 15.43 ألف      | 3.87 ألف                                   |
| الناتج المحلي الإجمالي للفرد دولار أمريكي                 | 16.06 ألف      | 11.44 ألف                                  |
| مؤشر التنمية البشرية                                      | 0.795          | 0.721                                      |
| رمز المكالمات الدولي                                      | +1246          | +216                                       |
| رمز الإنترنت                                              | .bb            | .tn                                        |
| المنطقة الزمنية                                           | 00             | ت ع م+01:00، توقيت وسط أوروبا، ت ع م+02:00 |

## منظمات دولية مشتركة
يشترك البلدان في عضوية مجموعة من المنظمات الدولية، منها:
| علم المنظمة | اسم المنظمة                               | تاريخ انضمام باربادوس | تاريخ انضمام تونس |
| ----------- | ----------------------------------------- | --------------------- | ----------------- |
|             | يونسكو                                    | 24 أكتوبر 1968        | 8 نوفمبر 1956     |
|             | مؤسسة التمويل الدولية                     | 25 يونيو 1980         | 25 يوليو 1962     |
|             | المركز الدولي لتسوية المنازعات الاستشارية | 1 ديسمبر 1983         | 14 أكتوبر 1966    |
|             | منظمة حظر الأسلحة الكيميائية              | ?                     | ?                 |
|             | مؤسسة التنمية الدولية                     | 29 سبتمبر 1999        | 30 ديسمبر 1960    |
|             | منظمة التجارة العالمية                    | ?                     | ?                 |
|             | وكالة ضمان الاستثمار متعدد الأطراف        | 12 أبريل 1988         | 7 يونيو 1988      |
|             | الاتحاد البريدي العالمي                   | ?                     | ?                 |
|             | الاتحاد الدولي للاتصالات                  | 16 أغسطس 1967         | 14 ديسمبر 1956    |
|             | منظمة الشرطة الجنائية الدولية             | ?                     | ?                 |
|             | الأمم المتحدة                             | 9 ديسمبر 1966         | 12 نوفمبر 1956    |
|             | البنك الدولي للإنشاء والتعمير             | 12 سبتمبر 1974        | 14 أبريل 1958     |

## وصلات خارجية
- موقع وزارة الخارجية الباربادوسية
- موقع وزارة الخارجية التونسية